# Krummenau (Zwitserland)
Krummenau is een plaats en voormalige gemeente in het Zwitserse kanton Sankt Gallen en maakt deel uit van het district Toggenburg.

## Geschiedenis
Op 1 januari 2004 fuseerde Krummenau met de toenmalige gemeente Nesslau tot de gemeente Nesslau-Krummenau. Deze gemeente fuseerde op 1 januari 2013 met Stein tot een nieuwe gemeente die werderom de naam Nesslau kreeg.

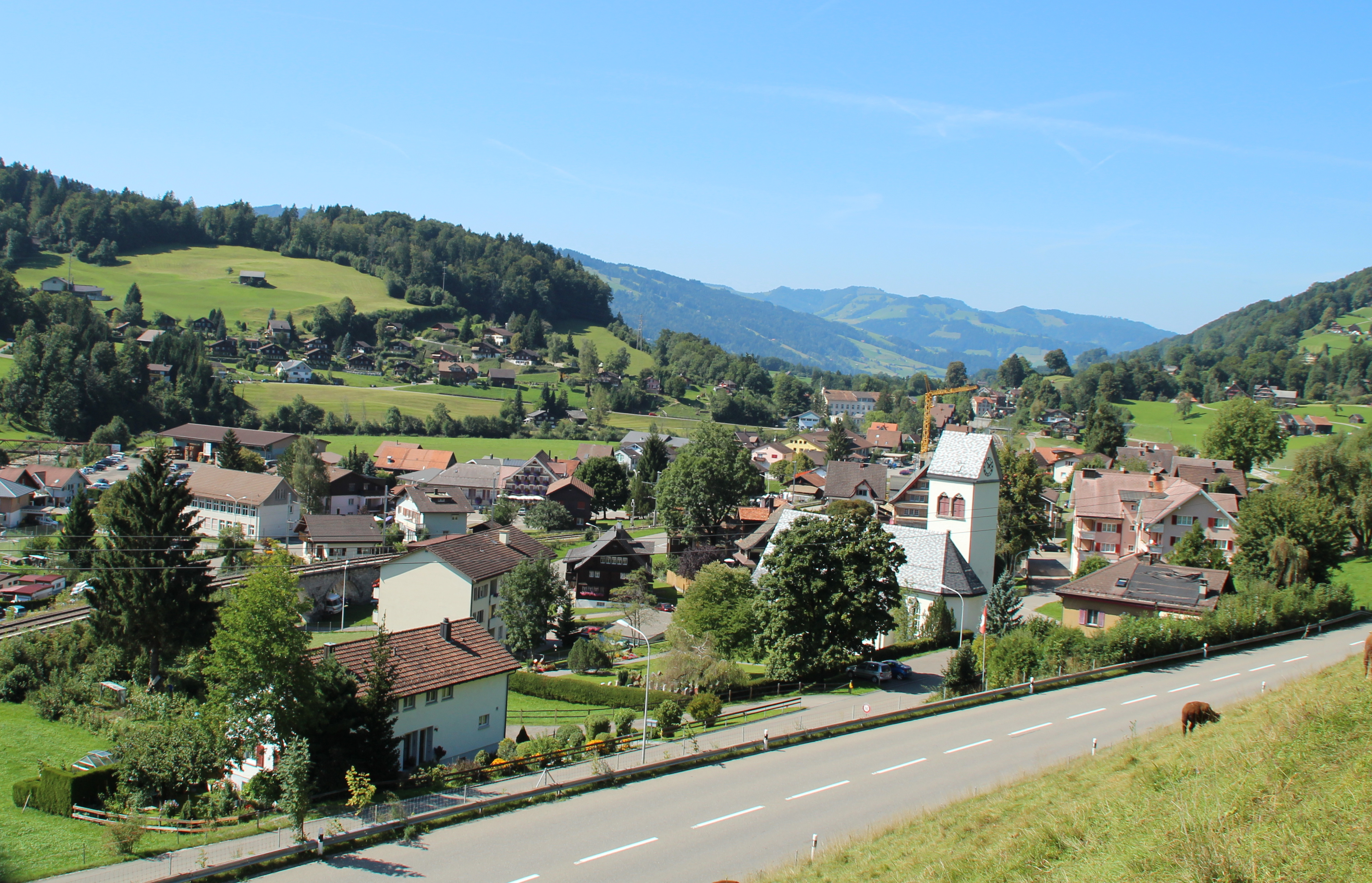
Uitzicht over Krummenau

- Historisch woordenboek van Zwitserland: 001377